# The Crüxshadows
The Crüxshadows är ett band från Tallahassee, Florida, USA, (nu baserad i Jacksonville, Florida, som bildades år 1992 av Rogue, Sean Flanagan och Tim Curry. Bandet framför musik som tillhör genren goth, alternativt darkwave. I sin musik blandar The Crüxshadows elfiol, gitarr och synth, vilket ger dem deras speciella ljud. Många tidningar har berömt deras lyckade blandning av 80-talsinspirerad pop och modern goth. 
1993 släppte bandet sitt första album, ...Night Crawls In.
Bandet har rönt framgång i hela världen, släppt skivor över hela världen och turnerat mycket i hela Nordamerika, Europa och Asien.
Större delen av bandets karriär har de varit tillgängliga via skivbolaget Dancing Ferret, ett oberoende skivbolag i Philadelphia, Pennsylvania. Under 2009 ingick bandet partnerskap med flera skivbolag och distributörer som tillät dem att sätta sin egen prägel, Wishfire Records. Många av Crüxshadows texter hämtar sin inspiration från mytologi, religion, historia och drömmar. Deras motto är Live Love Be Believe.

## Bandmedlemmar
Nuvarande medlemmar
- Rogue – fiol, sång
- Jen "Pyromantic" Jawidzik – keyboard, synthesizer
- David Russell Wood – violin, bakgrundssång
- JoHanna Moresco – violin, bakgrundssång
- Jessica Lackey – trummor, bakgrundssång, dans
- Rachel Whitford – gitarr

Tidigare bandmedlemmar
- Jenne Vermes _ dans, bakgrundssång
- Cassandra Luger – gitarr
- Valerie Gentile – gitarr, bakgrundssång
- Rachel McDonnell – keyboard, violin
- Stacey Campbell – gitarr, sång
- George Bikos – gitarr
- Tim Curry – gitarr
- Kevin Page – gitarr
- Chris Brantley – keyboard, sång
- Trevor Brown – keyboard
- Sean Flanagan – keyboard
- Nick Bottom – keyboard
- Beth Allen – dans
- Holly McCall – dans, bakgrundssång
- Rachel Ulrich – dans
- Sarah Poulos – dans, bakgrundssång
- Sarah Stewart – dans, bakgrundssång
- Holly Hasty – dans, bakgrundssång
- Nichole Tadlock – dans, bakgrundssång
- Stephanie Griffith - violin, bakgrundssång
- Stacia Marian – dans, bakgrundssång
- Ally Knight – dans, bakgrundssång
- Mike Perez – gitarr

## Diskografi

### Album
- 1993 – ...Night Crawls In (på kassettband)
- 1997 – Telemetry of a Fallen Angel
- 1999 – The Mystery of the Whisper
- 2001 – Echoes and Artifacts (turnéutgåva)
- 2001 – Intercontinental Drift (Begränsad turnéutgåva. Den europeiska versionen av Echoes and Artifacts)
- 2002 – Wishfire
- 2003 – Ethernaut
- 2004 – Telemetry of a Fallen Angel (Jubileumsutgåva)
- 2004 – Echoes and Artifacts
- 2005 – Shadowbox (CD och DVD)
- 2005 – ...Night Crawls In (som CD)
- 2007 – DreamCypher
- 2012 – As the Dark Against My Halo

### EP
- 1999 – Until the Voices Fade...
- 2000 – Paradox Addendum
- 2001 – Tears
- 2003 – Frozen Embers
- 2004 – Fortress In Flames
- 2006 – Sophia
- 2007 – Birthday
- 2008 – Immortal
- 2009 – Quicksilver